# Osersk
Osersk (ukrainisch und russisch Озерськ; polnisch Oziersk oder Jeziersk) ist ein Dorf im Rajon Sarny der westlichen Ukraine in der Oblast Riwne.

## Lage
Der kleine Ort liegt etwa 20 Kilometer nordwestlich der ehemaligen Rajonshauptstadt Dubrowyzja und 123 Kilometer nordöstlich der Oblasthauptstadt Riwne inmitten eines Waldgebietes am Oserske-See, die Grenze zu Belarus verläuft etwa 10 Kilometer nördlich.

## Geschichte
Das Dorf wurde 1577 zum ersten Mal schriftlich erwähnt und lag bis 1795 als Teil der Adelsrepublik Polen-Litauen in der Woiwodschaft Wolhynien. Danach kam es zum neugegründeten Gouvernement Wolhynien als Teil des Russischen Reiches.
Nach dem Ende des Ersten Weltkrieges wurde der Ort ein Teil der Zweiten Polnischen Republik (Woiwodschaft Polesien, Powiat Stolin, Gmina Wysock), nach dem Ausbruch des Zweiten Weltkrieges wurde das Gebiet durch die Sowjetunion und ab 1941 durch Deutschland besetzt. 1945 kam es endgültig zur Sowjetunion und wurde in die Ukrainische SSR eingegliedert, 1991 wurde er schließlich ein Teil der heutigen Ukraine.

## Verwaltungsgliederung
Am 12. Juni 2020 wurde das Dorf ein Teil neu gegründeten Stadtgemeinde Dubrowyzja im Rajon Dubrowyzja; bis dahin war es ein Teil der Landratsgemeinde Lissowe im Nordwesten des Rajons Dubrowyzja.
Am 17. Juli 2020 wurde der Ort Teil des Rajons Sarny.